# Денситометър
Денситометърът (от англ. density – „плътност“ и meter) е уред за измерване на оптическата плътност на изображение, създадено от светлинни, рентгенови, гама-лъчи и други върху фотографска плака.
По своята същност денситометърът представлява фотоклетка с насочен към нея светлинен източник, между които се поставя пробата за анализ.
Уредът се използва във фотографията при проявяване на негативи за определяне на правилната експозиция и при избора на фотохартия.
В медицината, и по-точно в медицинската образна диагностика, се използва костният денситометър, с който на същия принцип се определя плътността на костите, която намалява при някои заболявания като остеопороза и остеопения, както и за измерване на отделните фракции при елетрофоретично изследване на белтъци. Общия белтък в серум се разделя на 5 фракции: албумин, алфа-1, алфа-2, бета и гама-глобулини, последните се означават още и като имуноглобулини.